# Requila
Requila (? - 448) fou rei dels sueus de 438 a 448, quan morí.
El rei Hermeric II, el seu pare, el va associar al seu tron el 439. Amb la mort d'aquest el 441, Requila va assumir el poder en solitari. Va impulsar una política d'expansió cap al sud, el 438 derrotà als romans a la riba del Genil. D'aquí es dirigí a Mèrida, que va conquerir el 439, dominant la província lusitana. D'allà va passar a controlar la Bètica, amb la presa de Sevilla el 441. Mentrestant, les diverses forces romanes enviades contra els sueus foren derrotades reiteradament. Durant el seu regnat, el regne va assolir la seva màxima extensió, per més de la meitat de la península Ibèrica, tot l'Oest i el Sud. Ni els poderosos romans ni els seus aliats visigots varen poder mai reeixir contra ell.
Requila va mantenir el paganisme en el regne i va mantenir relacions tenses amb els cristians, enfrontant-se amb els diversos bisbes.
El 448, Requila va morir i fou succeït pel seu fill Requiari.